# Rousínov
Rousínov là một thị trấn thuộc huyện Vyškov, vùng Jihomoravský, Cộng hòa Séc.